# Dramatic Sunday
Dramatic Sunday（日語：ドラマチック・サンデー）是日本富士電視台及其聯播網（FNS），自2010年10月17日至2013年3月24日於每星期日晚間9:00－9:54（日本時間）播出的電視連續劇系列。

## 作品列表

### 2010年代

#### 2010年
- 10月17日－12月19日：Perfect Report（パーフェクト・リポート）
  - 出演：松雪泰子、小出惠介、相武紗季、遠藤雄彌、前小柳友、要潤、小日向文世等
  - 編成企劃：太田大
  - 企劃統括：瀧山麻土香
  - 劇本：酒井雅秋、濱田秀哉、小川智子、阿相久美子、山浦雅大
  - 導演：石川淳一、岩田和行
  - 製作人：森安彩、江森浩子
  - 音樂：林雪子
  - 主題歌：YUI「Rain」
  - 製作著作：共同電視

#### 2011年
- 1月16日－3月20日：School!!（スクール!!）
  - 出演：江口洋介、西島秀俊、北乃紀伊、塚本高史、市川實和子、三浦翔平、堀内敬子、鹽見三省、岸部一德等
  - 編成企劃：成河廣明
  - 企劃統括：瀧山麻土香
  - 劇本：秦建日子 等
  - 導演：土方政人、岩田和行 等
  - 製作人：永井麗子
  - 音樂：延近輝之
  - 主題歌：Sambomaster「希望之道」
  - 製作著作：共同電視
- 4月24日－7月3日：MARUMO的規定（マルモのおきて）
  - 出演：阿部貞夫、蘆田愛菜、鈴木福、世良公則、比嘉愛未、伊武雅刀等
  - 編成企劃：瀧山麻土香、水野綾子
  - 劇本：櫻井剛、阿相クミコ等
  - 導演：山口雄生
  - 製作人：山崎淳子
  - 音樂：澤野弘之、山田豐
  - 主題歌：薰和友樹，偶爾還有MUKKU。「Maru Maru Mori Mori!」
  - 製作著作：共同電視
- 7月10日－9月18日：花樣少年少女（花ざかりの君たちへ〜イケメン☆パラダイス〜2011）
  - 出演：前田敦子、中村蒼、三浦翔平、桐山漣等
  - 編成企劃：立松嗣章（富士電視台）
  - 劇本：山上ちはる、半澤律子
  - 導演：山口雄生
  - 製作人：後藤博幸（富士電視台）、森安彩（共同電視）
  - 音樂：高見優、河野伸
  - 主題歌：AKB48「飛翔入手」
  - 製作著作：富士電視台・共同電視
- 10月23日－12月25日：明星保鑣99天（僕とスターの99日）
  - 出演：西島秀俊、金泰希、櫻庭奈奈美、玉澤演、朝加真由美、生田智子、片桐はいり、石黑英雄、倍賞美津子、要潤、佐佐木蔵之介等
  - 劇本：武田有起
  - 導演：國本雅廣
  - 製作人：千葉行利、大久保智己、高橋史典、宮川晶
  - 音樂：小西香葉、近藤由紀夫
  - 主題歌：SPITZ「TIME TRAVEL」
  - 製作著作：富士電視台

#### 2012年
- 1月15日－3月18日：被稱作早海的日子（早海さんと呼ばれる日）
  - 出演：松下奈緒、井之原快彦、船越英一郎、要潤等
  - 編成企劃：水野綾子
  - 企劃統括：水野綾子
  - 劇本：大島里美
  - 導演：河野圭太、城寶秀則等
  - 製作人：貸川聰子、山崎淳子
  - 主題歌：放克猴寶貝「この世界に生まれたわけ」
  - 製作著作：共同電視
- 4月15日－ 6月3日：家族之歌（家族のうた）
  - 出演：小田切讓、中山裕介、貫地谷詩穗梨、大塚寧寧等
  - 編成企劃：鹿內植、瀧澤航一郎
  - 企劃統括：鹿內植、瀧澤航一郎
  - 劇本：酒井雅秋
  - 導演：岩田和行、都築淳一、佐藤源太
  - 製作人：橋本芙美
  - 主題歌：齊藤和義「月光」
  - 製作著作：共同電視
- 6月10日－6月17日：被稱作早海的日子SP（早海さんと呼ばれる日スペシャル）
- 7月1日－9月16日：美麗的天雨（ビューティフルレイン）
  - 出演：豐川悅司、蘆田愛菜、中谷美紀、蟹江敬三、丘みつ子等
  - 編成企劃：鹿内植、佐藤未鄉
  - 企劃統括：成河廣明
  - 劇本：羽原大介
  - 導演：水田成英、小林義則、八十島美也子
  - 製作人：貸川聰子、山崎淳子
  - 主題歌：蘆田愛菜「雨に願いを」
  - 製作著作：共同電視
- 10月14日 - 12月23日：TOKYO机场～东京机场管制保安部～（TOKYOエアポート〜東京空港管制保安部〜）
  - 出演：深田恭子、佐佐木希、要潤、瀨戶康史、時任三郎、瀨戶朝香等
  - 劇本：宇田學
  - 導演：西坂瑞城
  - 製作人：長部聰介、關口大輔
  - 製作著作：富士電視台

#### 2013年
- 1月13日－3月：dinner（dinner）
  - 出演：江口洋介、倉科佳奈、中山裕介（日语：ユースケ・サンタマリア）、風間杜夫、松重豐、袴田吉彥、關惠美等
  - 編成企劃：鹿内植
  - 劇本：黑岩勉
  - 導演：星護、 土方政人、城寶秀則
  - 製作人：小椋久雄、山崎淳子
  - 主題歌：魚韻「ミュージック」
  - 製作著作：共同電視

## 外部連結
- 富士電視台電視連續劇（页面存档备份，存于）

| 富士電視台 星期日晚間9時                                 | 富士電視台 星期日晚間9時     | 富士電視台 星期日晚間9時 |
| -------------------------------------------------------- | ---------------------------- | ------------------------ |
|                                                          | 富士電視台週日晚間九點連續劇 |                          |
| エチカの鏡〜ココロにキクTV〜 （2008.10.19 - 2010.09.19） | --                           |                          |